# Jean-Claude Fontanet

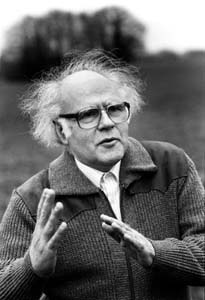
Jean-Claude Fontanet by Erling Mandelmann

Jean-Claude Fontanet (* 16. Februar 1925 in Genf; † 15. Juli 2009 in Anières, Kanton Genf) war ein Schweizer Schriftsteller.

## Leben
Jean-Claude Fontanet wuchs als Sohn des Grafikers Noël Fontanet (1898–1982) und älterer Bruder des Politikers Guy Fontanet (1927–2014) in Genf auf. Dort absolvierte er das Collège Calvin. Nach Studien an der Universität Genf und an der Genfer Kunstgewerbeschule erkrankte er im Militärdienst an Tuberkulose und verbrachte drei Jahre im Luftkurort Leysin. Seinen lebenslangen Kampf mit physischen und psychischen Krankheiten verarbeitete er in seinem Werk.

## Auszeichnungen
- 1976: Einzelwerkpreis der Schweizerischen Schillerstiftung für L’Effritement
- 1990: Gesamtwerkspreis der Schweizerischen Schillerstiftung
- 1991: Prix Pittard de l’Andelyn

## Werke
- Qui perd gagne. Neuenburg 1959.
- La Mascogne ou le péché mignon du collégien. Neuenburg 1962.
- Tu es le père. Neuenburg 1965.
- La Montagne. Paris 1970.
- L’Effritement. Neuenburg 1975.
- Mater Dolorosa. Lausanne 1978.
- Les Panneaux. Neuenburg 1978.
- Printemps de beauté. Lausanne 1983.
- L’Écrivain. Lausanne 1987.
- Wie Schwärme von Raubvögeln. Drei Erzählungen. Übersetzt von Anita Nebel-Schürch. Benziger, Zürich 1988, ISBN 3-545-36467-4.
- L’Espoir du monde, Lausanne 1989.
- La Revanche de Monsieur Pélichet. Anières 1997.
- Afin que tu me gardes... Anières 2000.